# Подребер (Доброва-Полхов Градець)
Подребер (словен. Podreber) — поселення в общині Доброва-Полхов Градець, Осреднєсловенський регіон, Словенія. 
Висота над рівнем моря: 400,2 м.